# Yuzawa (Akita)
Yuzawa (jap. 湯沢市, -shi) ist eine Stadt im Süden der Präfektur Akita auf Honshū, der Hauptinsel von Japan. Die Stadt liegt etwa in der Mitte der Ōu-Hauptlinie zwischen den Bahnhöfen Shinjō und Akita, wo die Yamagata-Shinkansen (Shinjō) bzw. die Akita-Shinkansen (Akita) ihre Endbahnhöfe haben.

## Geographie
Yuzawa liegt südöstlich von Akita und nördlich von Yamagata in einem breiten Tal am Fuße des Ōu-Gebirges (奥羽山脈), das sich östlich der Stadt entlangzieht.
Der Omono (雄物川) durchfließt die Stadt. Klimatisch ist Yuzawa durch große Temperaturunterschiede geprägt. Auf kalte, schneereiche Winter (etwa von Mitte November bis Ende März) folgen heiße, teils schwüle Sommermonate, vor allem im Juli und August. Neben ausgedehnten Waldlandschaften rühmt sich die Stadt vor allem ihrer zahlreichen heißen Quellen (温泉) sowohl innerhalb der Stadt als auch in der näheren Umgebung.

## Geschichte
Die kreisfreie Stadt Yuzawa wurde 1954 durch den Zusammenschluss der Gemeinden Yuzawa (湯沢), Benten (弁天), Hatano (幡野), Mitsuseki (三関) und Iwasaki (岩崎) gegründet. 2005 wurden die Gemeinden Ogachi (雄勝), Inakawa (稲川) und Minase (皆瀬) eingemeindet.

## Verkehr
- Zug:
  - JR Ōu-Hauptlinie: nach Fukushima
- Straße:
  - Yuzawa-Yokote-Autobahn
  - Nationalstraße 13: nach Fukushima und Akita
  - Nationalstraßen 108, 398

## Söhne und Töchter der Stadt
- Kiyokuni Katsuo (* 1941), Sumōringer
- Hiroko Takahashi (* 1942), Skilangläuferin
- Yoshihide Suga (* 1948), Politiker

## Angrenzende Städte und Gemeinden

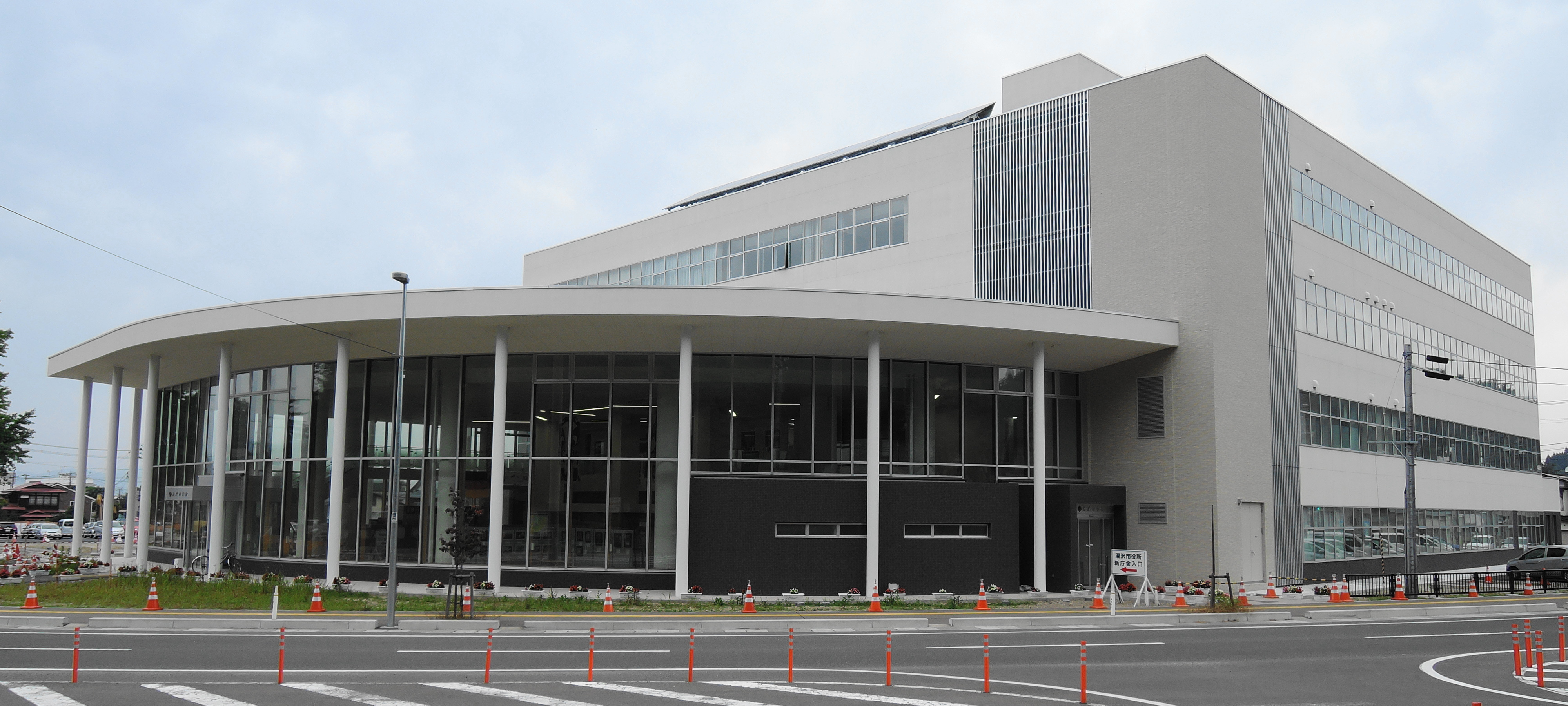
Rathaus

- Präfektur Akita
  - Yokote
  - Yurihonjō
  - Higashinaruse
  - Ugo
- Präfektur Yamagata
  - Shinjō
  - Mogami
  - Kanayama
  - Mamurogawa
- Präfektur Miyagi
  - Ōsaki
  - Kurihara